# La Cañada de Verich

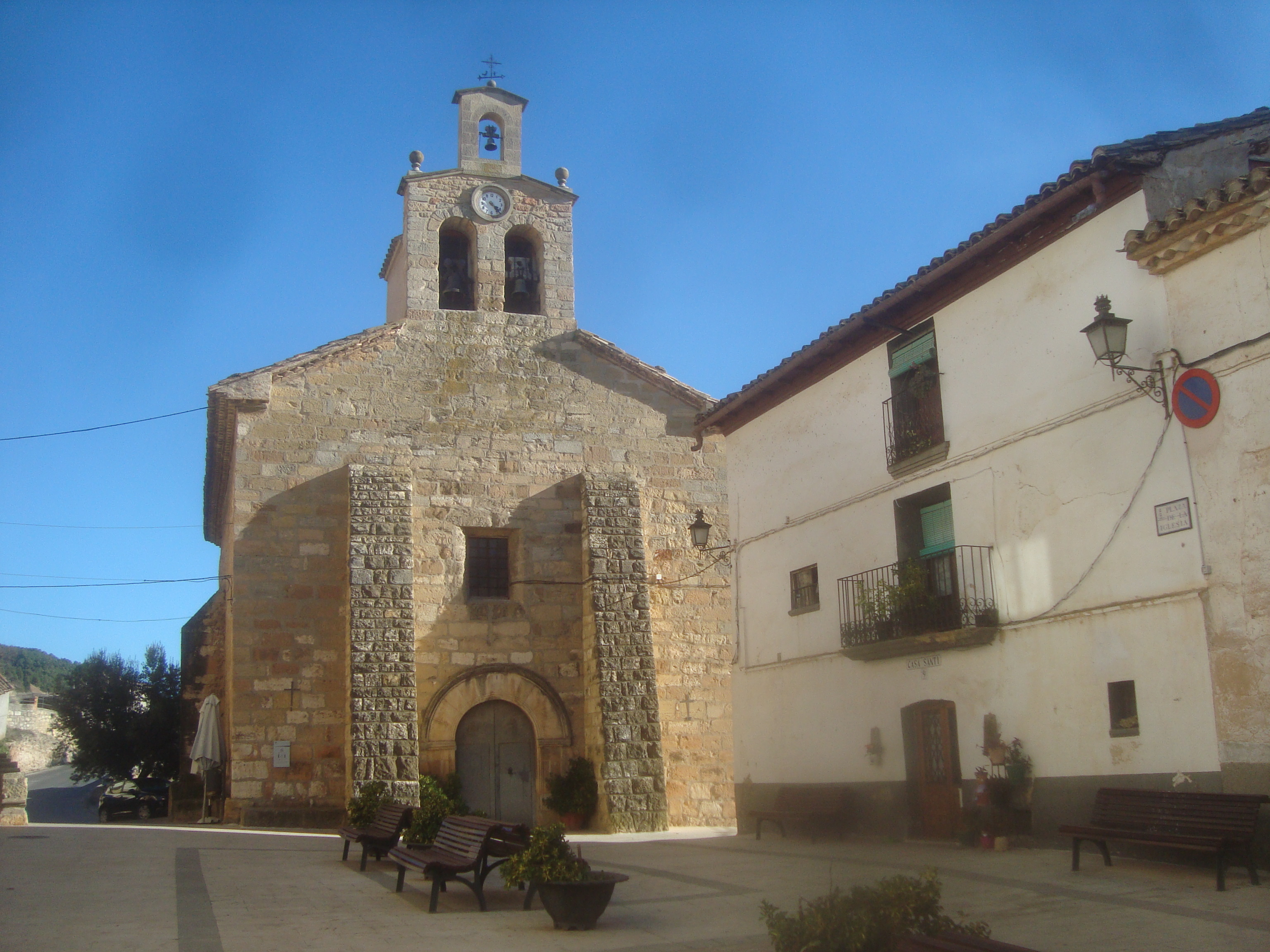
La Cañada de Verich.

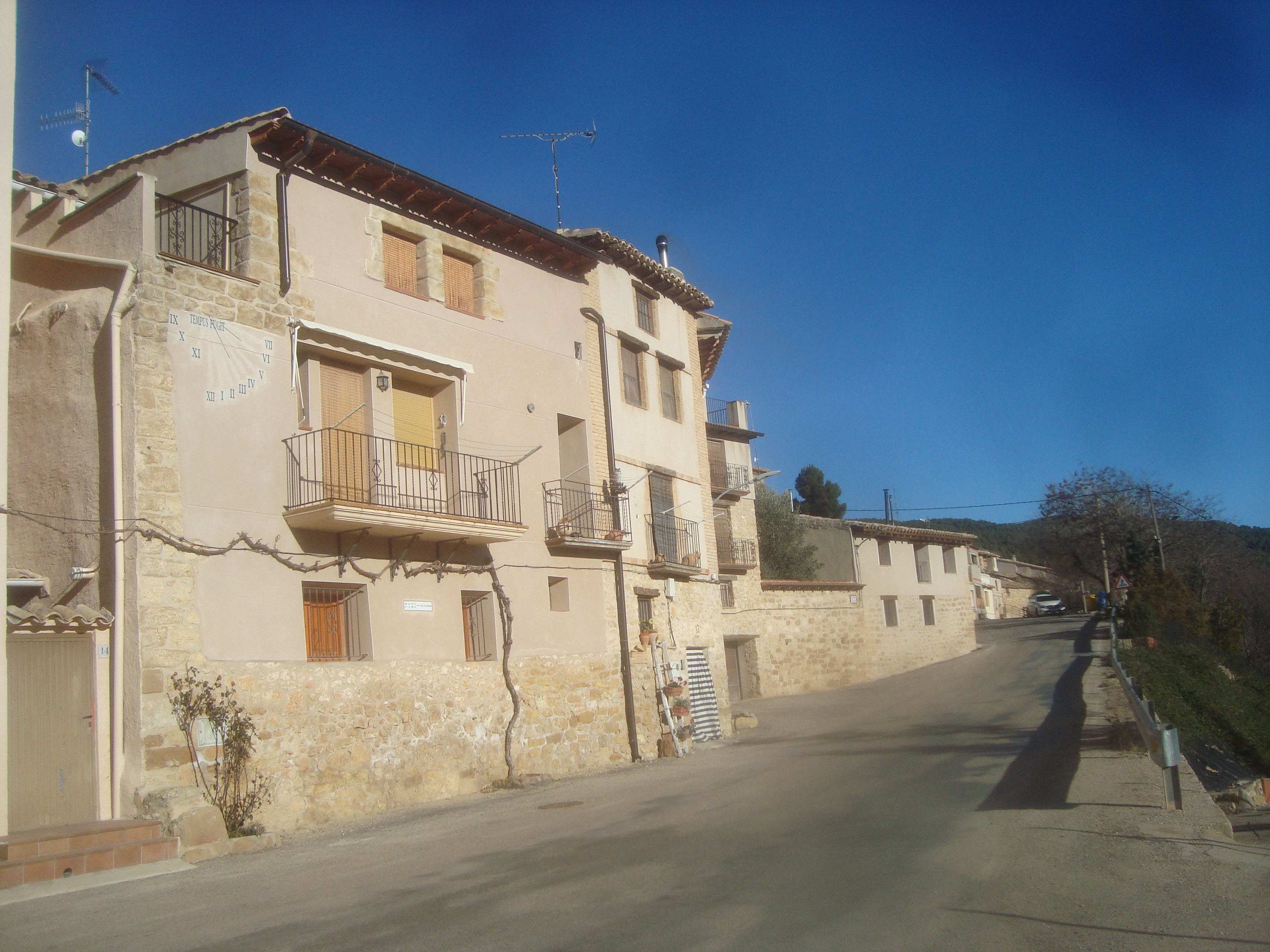
La Cañada de Verich (Bajo Aragón, Teruel).

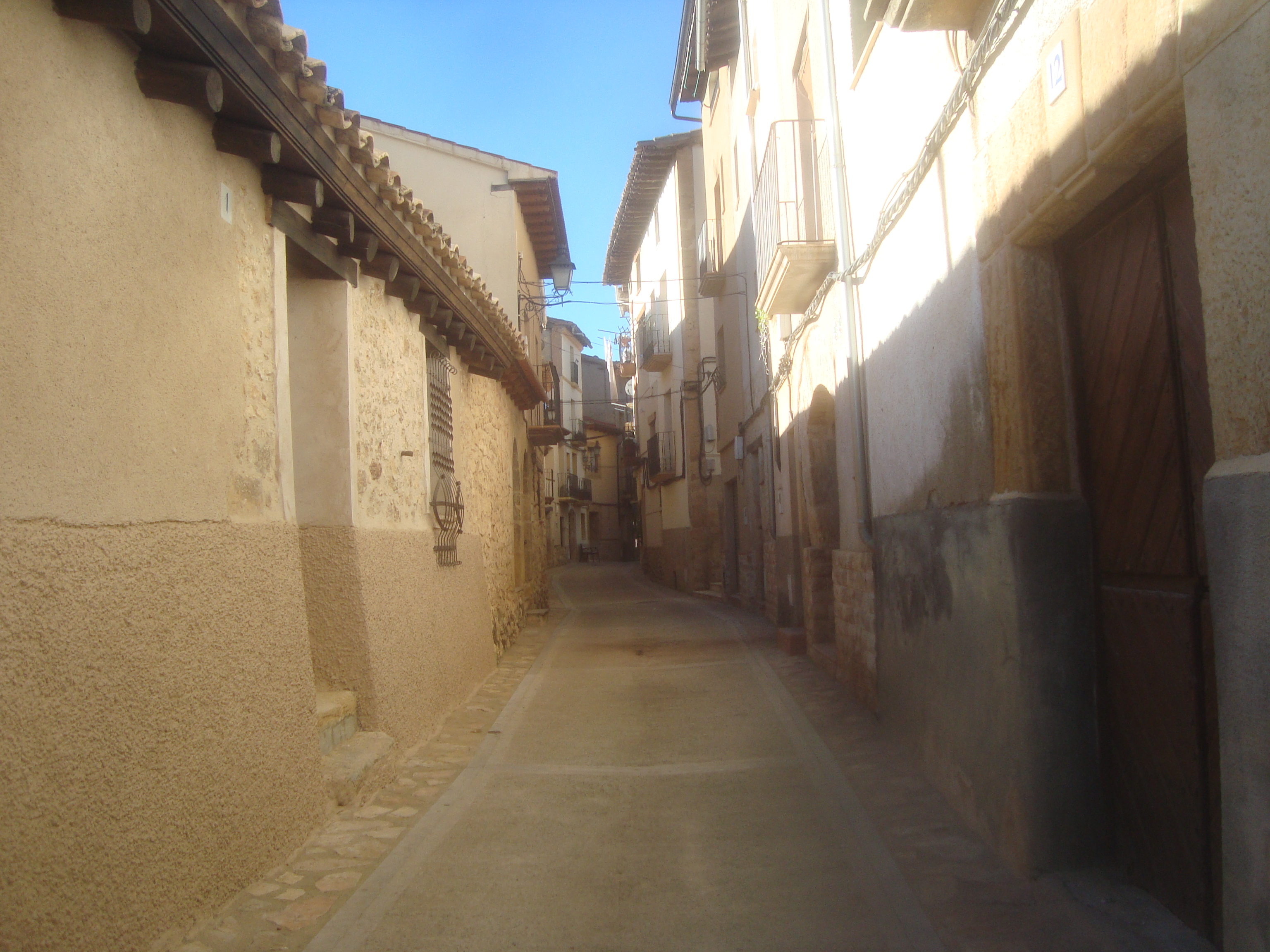
La Cañada de Verich (Bajo Aragón, Teruel).

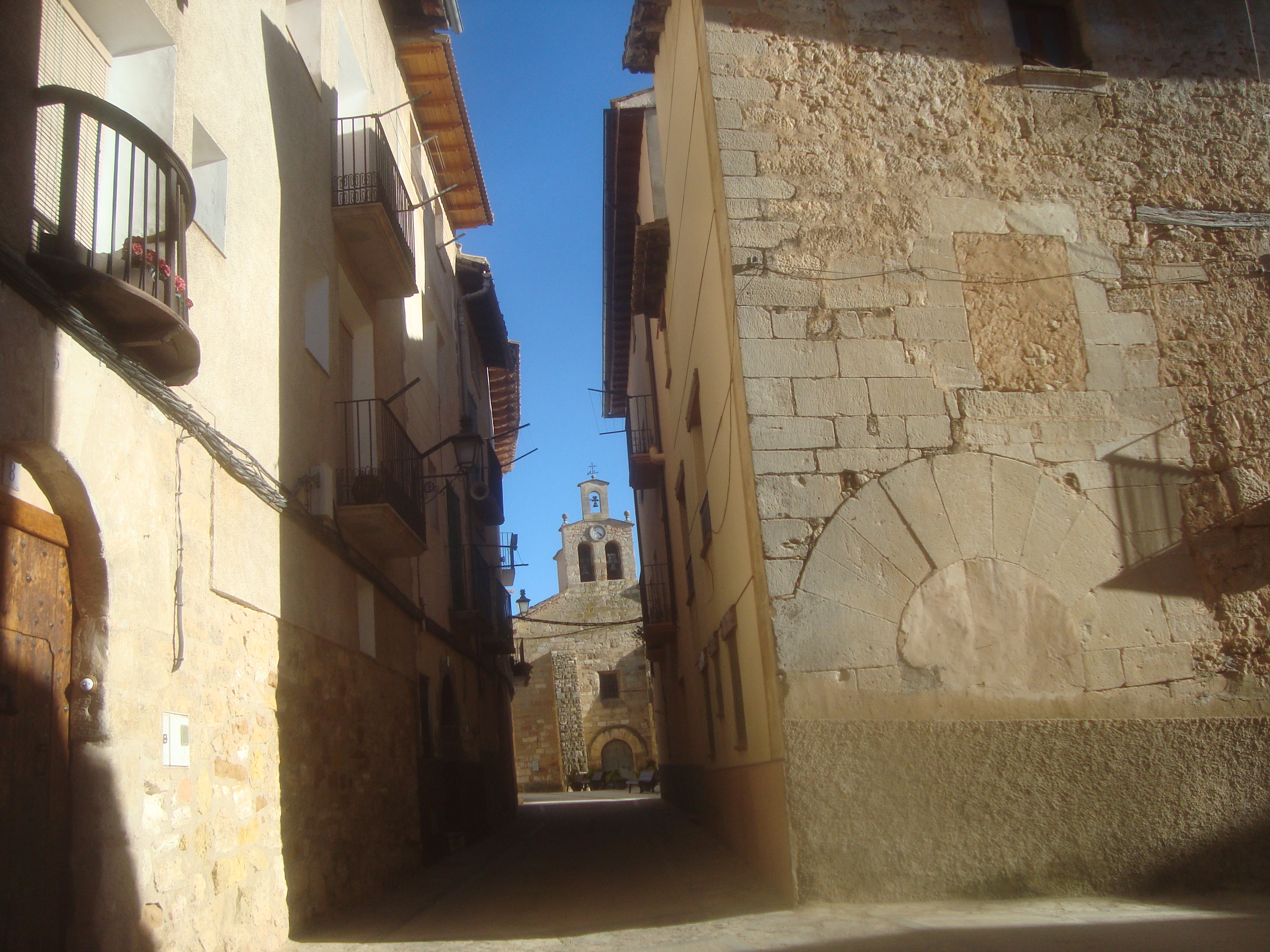
La Cañada de Verich (Bajo Aragón, Teruel).

La Cañada de Verich est une commune d’Espagne, dans la province de Teruel, communauté autonome d'Aragon comarque de Bajo Aragón.